# HS3D
HS3D – стандарт трёхмерного видео и формат файлов этого стандарта. Все кадры записи стандарта являются анаморфной стереопарой (изображения из такой пары сжаты вдвое от своей стандартной площади, что дает возможность расположить их на площади 1920х1080 пикселей). Все файлы с этим обозначением имеют разрешение 1920х1080, что соответствует техническим требованиям современной 3D-техники, способной работать с HS3D файлами без вспомогательных средств; просмотреть их можно с помощью проигрывателя самого телевизора, без использования ПК и HD проигрывателя или других устройств для воспроизведения видео высокой чёткости.

## Техническая реализация
Изображение в HS3D является двойным, так как при построении изображения используются две картинки, налагающиеся при просмотре друг на друга. Каждая из картинок пары имеет свой ракурс, что и создает эффект объёмности. При запуске такого файла на 3D-телевизоре картинка разжимается и раскладывается телевизором на 2 независимые картинки и ракурсы, создавая эффект объёмности.